# 近藤恒夫
近藤 恒夫（こんどう つねお、1941年（昭和16年）8月20日 - 2022年（令和4年）2月27日）は、日本の社会運動家。日本DARC代表。秋田県出身。北海学園大学中退。

## 経歴
秋田県出身。北海学園大学中退後、レストランや船会社などで勤務した。1972年から覚せい剤を使用し始め、1978年に精神病院に入院。1980年に覚せい剤取締法違反で逮捕され、札幌地裁で有罪判決を受ける。
1985年にロイ・アッセンハイマーの影響で薬物依存者のための日本初の民間のリハビリセンターである「DARC（ダルク・デイケア・センター）」を東京都日暮里に創設。その後、アジア太平洋地域の国々の依存症問題に取り組むNPO法人「アパリ」も創設。　
1995年に東京弁護士会人権賞、2001年に吉川英治文化賞、2013年に作田明賞最優秀賞をそれぞれ受賞。
2022年2月27日、大腸がんのため東京都内の自宅で80歳で死去。

## 受賞歴
- 1995年 - 東京弁護士会人権賞
- 2001年 - 吉川英治文化賞
- 2013年 - 作田明賞最優秀賞

## 著書
- 『薬物依存―回復のための12章 DARC10年の軌跡』（1996年12月1日、大海社）
- 『薬物依存を越えて―回復と再生へのプログラム』（2000年8月1日、海拓舎）
- 『仲間になってくれてありがとう―ロイ神父からのメッセージ―』（2007年1月1日、日本ダルク）
- 『真冬のタンポポ 覚せい剤依存から立ち直る』（2018年2月21日、双葉社）